# Aymavilles
Aymavilles (arpità Les Amaveulles) és un municipi italià, situat a la regió de Vall d'Aosta. L'any 2007 tenia 1.932 habitants. Limita amb els municipis de Cogne, Gressan, Jovençan, Saint-Pierre, Sarre, Valsavarenche i Villeneuve.

## Administració

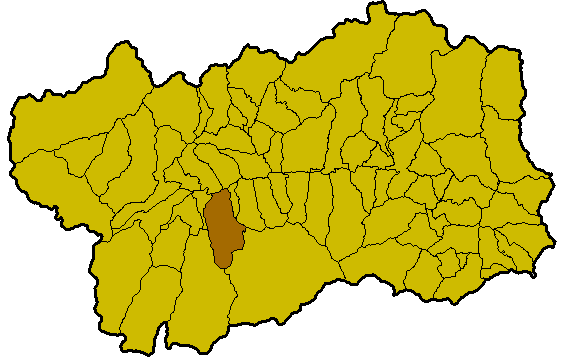
Situació d'Aymavilles a la Vall

| Període | Identitat     | Partit           |
| ------- | ------------- | ---------------- |
| 2005-   | Fedele Belley | Unió Valldostana |